# Lago Aindlinger Bagger
El lago Aindlinger Bagger es un lago situado en la región administrativa de Suabia, en el estado de Baviera (Alemania), junto a la frontera con Austria, a una elevación de 434 metros, tiene un área de 9 hectáreas.